# Rezerwat przyrody Łęg nad Swelinią
Rezerwat przyrody Łęg nad Swelinią – leśny rezerwat przyrody o powierzchni 13,4 ha w Gdyni na obszarze Trójmiejskiego Parku Krajobrazowego w kompleksie leśnym Lasów Oliwskich, przy granicy miasta z Sopotem. Został utworzony rozporządzeniem nr 11/2005 Wojewody Pomorskiego z dnia 20 czerwca 2005.
Ochronie w rezerwacie podlegają lasy łęgowe i grądowe w górnym, źródliskowym odcinku doliny Sweliny. Występuje tu ponad 205 gatunków roślin naczyniowych, w tym szereg gatunków chronionych i rzadkich, m.in.: kukułka plamista, kukułka szerokolistna, kukułka krwista, kruszczyk szerokolistny, listera jajowata, wawrzynek wilczełyko. Kilkanaście procent powierzchni rezerwatu zajmują łąki.
Teren rezerwatu jest zarządzany przez Nadleśnictwo Gdańsk, nadzór sprawuje Regionalna Dyrekcja Ochrony Środowiska w Gdańsku. Najbliższe miejscowości to gdyńskie osiedla Bernadowo i Kolibki oraz sopockie Brodwino i Kamienny Potok.

## Galeria

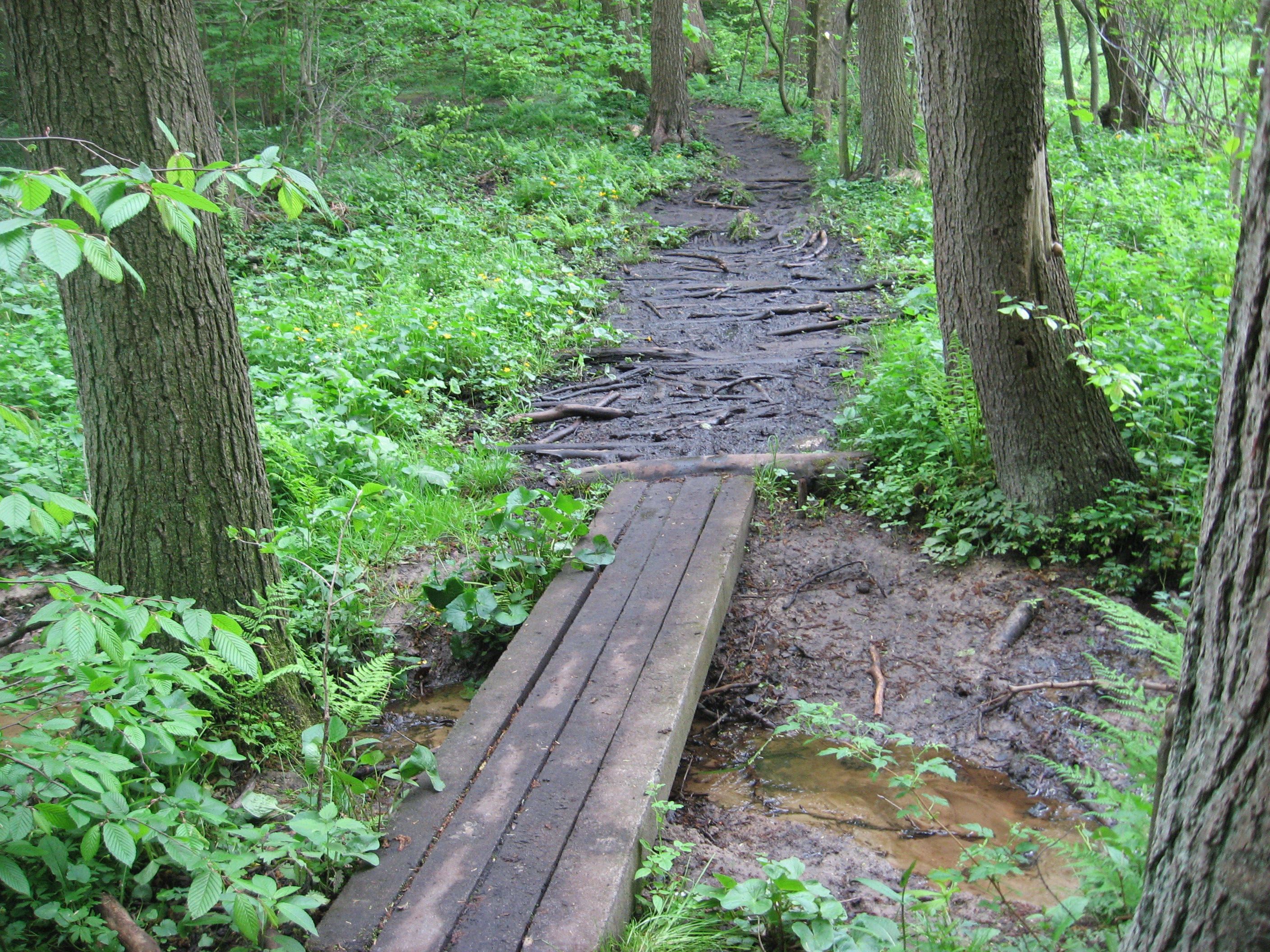
Kładka nad Sweliną
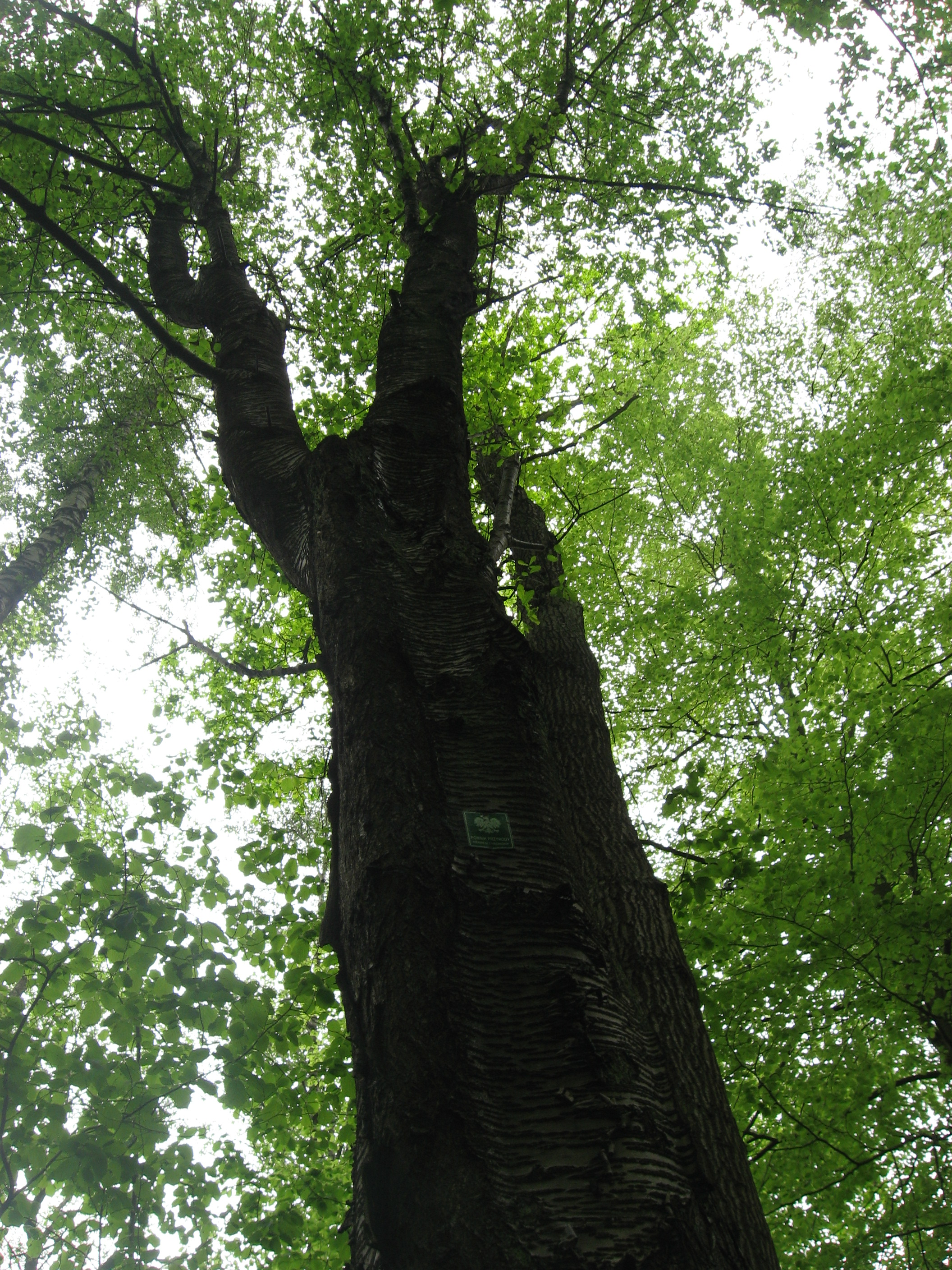
Czereśnia – pomnik przyrody nr 1969